# کاندلریا (کوبا)
کاندلریا (به اسپانیایی: Candelaria) یک منطقهٔ مسکونی در کوبا است که در استان آرتمیسا واقع شده‌است. کاندلریا ۲۹۹ کیلومتر مربع مساحت و ۱۹٬۵۲۳ نفر جمعیت دارد و ۵۰ متر بالاتر از سطح دریا واقع شده‌است.